# Ecnomus continentalis
Ecnomus continentalis is een schietmot uit de familie Ecnomidae. De soort komt voor in het Australaziatisch gebied.